# Isla de Ratones (Ponce)
Isla de Ratones es una pequeña isla deshabitada de la costa sur de Puerto Rico, en el municipio de Ponce. La isla ganó notoriedad en 2010 cuando la Sociedad de Aves de Puerto Rico la convirtió en blanco para la erradicación de las ratas negras.  Si bien es nombrada como una sola isla, en realidad está compuesta de dos islas separadas por unos metros de aguas poco profundas durante la marea alta, que se convierten en una sola isla en tiempo de marea baja.
Se encuentra 1,0 km al sur de la tierra firme de Puerto Rico en la costa cerca de Punta Cucharas en el barrio Cañas. La corta distancia de la costa continental hace que la Isla de Ratones sea un destino popular para los eventos acuáticos como el kayak. Junto a Cardona, Isla del Frío, Caja de Muertos, Morrillito y Gatas, Isla de Ratones es una de las seis islas en el municipio de Ponce. El nombre de Los Ratones  proviene del gran número de roedores que se encuentran en la isla.